# 4309 Marvin
4309 Marvin eller 1978 QC är en asteroid i huvudbältet som upptäcktes den 30 augusti 1978 av Harvard College Observatory. Den är uppkallad efter Ursula Marvin.
Asteroiden har en diameter på ungefär 5 kilometer.